# Ibrahim El Hadji Touré
Ibrahim El Hadji Touré (Senegal, 9 ottobre 1983) è un ex calciatore senegalese naturalizzato equatoguineano, di ruolo attaccante.
Esordisce con la nazionale equatoguineana nel 2006 contro il Camerun.